# Сідлецька Вікторія Сергіївна
Вікторія Сергіївна Федишин (Сідлецька) (нар. 15 березня 1995, м. Кам'янець-Подільський) — українська гандболістка, яка грала за львівську «Галичанку». У 2013-14 роках грала за молодіжну збірну України. У 2015-16 роках викликалась до національної збірної України. Виступає на позиції півсередньої. Майстер спорту України.

## Життєпис
У складі «Галичанки» — триразова чемпіонка України жіночої Суперліги (2015, 2016, 2017), дворазова володарка Кубка України (2016, 2017), володарка Суперкубка України (2016), півфіналістка Кубку Виклику (2014, 2015).

чемпіонка України жіночої суперліги, півфіналістка Кубку Виклику—2014, 2015, учасниця Кубку Європейської гандбольної федерації сезонів 2015/2016 та 2016/2017, володарка Кубка та Суперкубка України.
У складі студентської команди ЛДУФК — чемпіонка Європи серед студентів. Учасниця XXVIII Всесвітньої Універсіади.
Випускниця Львівського училища фізичної культури, студентка Львівського державного університету фізичної культури (вступ 2012 р.).
Заняття в секції гандболу розпочала у 10 років. Перший тренер — Купчак Андрій Мирославович.
У 13 років запрошена на навчання в Львівське училище фізичної культури тодішнім тренером «Галичанки» та вчителем ЛУФК Василем Козаром.
У міжсезоння 2017-го року вирішує завершити ігрову кар'єру. Одружена з Іваном Федишиним — директором оптового ринку «Шувар».